# António Bartolomeu Pires
António Bartolomeu Pires (Lisboa, 3 de fevereiro de 1795 – Brombach, Alemanha, 1860), 1.º barão de Queluz (Portugal), nobre do Reino de Portugal foi o cirurgião-mor da Casa Real Portuguesa, ao serviço de D. Miguel I e seu partidário miguelista (líder dos chamados lisboetados).
Foi Moço fidalgo com exercício, do conselho do rei, comendador das Ordens de Cristo, de Nossa Senhora da Conceição e da Torre e Espada, comendador do Leão de Zaringe, na Baviera, cavaleiro da Legião de Honra de França e da Ordem Imperial da Coroa de ferro da Áustria, entre outras.

## Biografia
Seguiu o curso de medicina na Universidade de Coimbra.
Foi ajudante de cirurgia da Guarda Real da Polícia em 4 de janeiro de 1817; cirurgião de numero da Casa Real, por alvará de 28 de fevereiro de 1822; cirurgião-mor graduado, passando depois a efectivo, do mencionado corpo de policia, sendo desligado desse corpo em 15 de julho de 1823 para servir no quartel general do infante D. Miguel, que acompanhou para Viena de Áustria, em consequência de seu pai, D. João VI, o ter exilado depois do movimento da Abrilada. Regressando a Lisboa com o príncipe, onde chegou a 22 de fevereiro de 1828.
Em 1834 foi juntar-se em Roma com D. Miguel, acompanhando-o depois durante todo o tempo do seu exílio, sendo uma das testemunhas oficiais do casamento daquele príncipe em 1852, continuando fielmente a servi-lo na Baviera, até que faleceu, usando o titulo de conde, por mercê do seu rei. 

## Dados genealógicos
Nasceu em Lisboa a 3 de fevereiro de 1795, faleceu em Brombach em 1860, filho de um seu homónimo e de D. Mariana Joaquina, sua mulher. 
Casou em 24 de julho de 1854 com a princesa Malvina de Loewenstein Werlhein Frendenberg, segunda filha do príncipe de Loewenstein Werlhein Frendenberg, Jorge Guilherme Luís (1816-1855), e da princesa, sua mulher, D. Carlota Sofia Henriqueta Luísa. A princesa Malvina havia casado em primeiras núpcias com o conde de Isembourg, Frederico, que faleceu a 9 de janeiro de 1864, e de quem se havia divorciado em 1850. 

## Brasão
O seu brasão de armas, que lhe foi concedido por carta de 6 de Novembro de 1828, é o seguinte:
Escudo esquartelado; no primeiro quartel, em campo de ouro, o escudo das armas reais com a diferença pertencente aos primeiros infantes; no segundo, em campo vermelho uma espada de prata com as guarnições de ouro, posta em pala com a ponta para cima; no terceiro, em campo azul, um cão de prata sentado, tendo na boca uma chave de ouro; e no quarto, em campo de prata, uma coroa de louro verde.
Orla azul com o moto seguinte, em letras de ouro: "In Perpetuam Memoriam Honoris, fidelitatis et Constantiae". Sobre o escudo uma coroa de ouro de cinco pérolas, e por timbre um braço armado, de prata, tendo na mão a espada das armas em acção de descarregar o golpe, e nela enrolada uma fita vermelha com o moto seguinte em letras de ouro: "Pro defentione Regis".